# Adrian Jastrzębski
Adrian Jastrzębski (ur. 12 grudnia 2000 w Rawie Mazowieckiej) – polski niepełnosprawny pływak.

## Życiorys
W wieku 2,5 lat stwierdzono astmę oskrzelową, później nieswoiste zapalenie jelita grubego i epilepsję. W 2010 r. w grudniu Adrian zaczął słabiej widzieć, a w styczniu następnego roku stwierdzono nieuleczalną genetyczną chorobę Stargardta. Jest absolwentem Gimnazjum nr 1 oraz Liceum Ogólnokształcącego im. Marii Skłodowskiej-Curie w Rawie Mazowieckiej.

## Wyniki
| Rok  | Zawody             | Miejscowość | Konkurencja                    | Wynik         | Pozycja     |
| ---- | ------------------ | ----------- | ------------------------------ | ------------- | ----------- |
| 2016 | Mistrzostwa Europy | Funchal     | 50 m stylem dowolnym (S13)     | 27,06 (el.)   | 12. miejsce |
| 2016 | Mistrzostwa Europy | Funchal     | 100 m stylem dowolnym (S13)    | 59,16 (el.)   | 20. miejsce |
| 2016 | Mistrzostwa Europy | Funchal     | 100 m stylem grzbietowym (S13) | 1:16,10 (el.) | 9. miejsce  |
| 2016 | Mistrzostwa Europy | Funchal     | 200 m stylem zmiennym (SM13)   | 2:47,35 (el.) | 17. miejsce |
| 2018 | Mistrzostwa Europy | Dublin      | 50 m stylem dowolnym (S13)     | 26,46         | 5. miejsce  |
| 2018 | Mistrzostwa Europy | Dublin      | 100 m stylem dowolnym (S13)    | 57,71         | 7. miejsce  |
| 2021 | Mistrzostwa Europy | Madera      | 50 m stylem dowolnym (S13)     | 26,44 (el.)   | 10. miejsce |
| 2021 | Mistrzostwa Europy | Madera      | 100 m stylem dowolnym (S13)    | 58,21         | 8. miejsce  |
| 2021 | Mistrzostwa Europy | Madera      | 100 m stylem motylkowym (S13)  | 1:10,47 (el.) | 11. miejsce |